# Promozione Toscana 1974-1975
Nella stagione 1974-1975 la Promozione era il quinto livello del calcio italiano (il massimo livello regionale). Qui vi sono le statistiche relative al campionato in Toscana.
Il campionato è strutturato in vari gironi all'italiana su base regionale, gestiti dai Comitati Regionali di competenza. Promozioni alla categoria superiore e retrocessioni in quella inferiore non erano sempre omogenee; erano quantificate all'inizio del campionato dal Comitato Regionale secondo le direttive stabilite dalla Lega Nazionale Dilettanti, ma flessibili, in relazione al numero delle società retrocesse dal Campionato Interregionale e perciò, a seconda delle varie situazioni regionali, la fine del campionato poteva avere degli spareggi sia di promozione che di retrocessione.

## Squadre partecipanti
| Squadra                      | Città                       |
| ---------------------------- | --------------------------- |
| U.P. Bibbienese              | Bibbiena (AR)               |
| A.S. Castellina              | Castellina in Chianti (FI)  |
| A.S. Cecina                  | Cecina (LI)                 |
| U.S. Colligiana              | Colle di Val d'Elsa (SI)    |
| U.S. Forte dei Marmi         | Forte dei Marmi (LU)        |
| A.S. Fortis Juventus 1909    | Borgo San Lorenzo (FI)      |
| U.S. Lanciotto Ballerini     | Campi Bisenzio (FI)         |
| U.S. Larcianese Plasticfibre | Larciano (PT)               |
| U.S. Piombino                | Piombino (LI)               |
| U.S. Pontassieve             | Pontassieve (FI)            |
| U.S. Pontedera               | Pontedera (PI)              |
| A.C. Quarrata                | Quarrata (PT)               |
| U.S. Querceta                | Seravezza (LU)              |
| G.S. Rosignano Solvay        | Rosignano Solvay (LI)       |
| A.S. Terranuovese            | Terranuova Bracciolini (AR) |
| A.C. Volterrana              | Volterra (PI)               |

## Classifica finale
|  | Pos. | Squadra                 | Pt  | G   | V   | N   | P   | GF  | GS  | DR  |
|  | ---- | ----------------------- | --- | --- | --- | --- | --- | --- | --- | --- |
|  | 1.   | Pontedera               | 40  | 30  | 15  | 10  | 5   | 42  | 21  | +21 |
|  | 2.   | Quarrata                | 40  | 30  | 14  | 12  | 4   | 32  | 13  | +19 |
|  | 3.   | Forte dei Marmi         | 36  | 30  | 13  | 10  | 7   | 32  | 28  | +4  |
|  | 4.   | Volterrana              | 32  | 30  | 10  | 12  | 8   | 32  | 22  | +10 |
|  | 4.   | Cecina                  | 32  | 30  | 9   | 14  | 7   | 28  | 25  | +3  |
|  | 4.   | Castellina              | 32  | 30  | 9   | 14  | 7   | 39  | 32  | +7  |
|  | 7.   | Colligiana              | 31  | 30  | 11  | 9   | 10  | 33  | 34  | -1  |
|  | 7.   | Larcianese Plasticfibre | 31  | 30  | 12  | 7   | 11  | 34  | 27  | +7  |
|  | 7.   | Pontassieve             | 31  | 30  | 7   | 17  | 6   | 31  | 29  | +2  |
|  | 7.   | Piombino                | 31  | 30  | 9   | 13  | 8   | 26  | 30  | -4  |
|  | 11.  | Rosignano Solvay        | 30  | 30  | 9   | 12  | 9   | 38  | 37  | +1  |
|  | 11.  | Querceta                | 30  | 30  | 9   | 12  | 9   | 25  | 24  | +1  |
|  | 13.  | Terranuovese            | 29  | 30  | 10  | 9   | 11  | 28  | 29  | -1  |
|  | 14.  | Fortis Juventus         | 24  | 30  | 9   | 6   | 15  | 29  | 40  | -11 |
|  | 15.  | Bibbienese              | 18  | 30  | 2   | 14  | 14  | 14  | 44  | -30 |
|  | 16.  | Lanciotto Ballerini     | 13  | 30  | 2   | 9   | 19  | 25  | 53  | -28 |
|  |      |                         | 480 | 480 | 150 | 180 | 150 | 488 | 488 | 0   |

- Terranuovese e Fortis Juventus retrocesse, poi riammesse.